# Wat Bang Phli Yai Klang
Wat Bang Phli Yai Klang (thailändisch วัดบางพลีใหญ่กลาง) ist ein buddhistischer Tempel (Wat) im Amphoe Bang Phli, Provinz Samut Prakan in Zentralthailand.
Der Wat Bang Phli Yai Klang liegt nicht weit vom Tempel Wat Bang Phli Yai Nai entfernt am nördlichen Ufer des Khlong Samrong im Tambon Bang Phli Yai.
Der Wat ist für seinen liegenden Buddha bekannt, der mit einer Länge von 53 Metern im Inneren hohl ist und von den Gläubigen begangen werden kann. Die Buddha-Statue wird von den Einheimischen „Somdet Phra Sakayamuni Si Sumet Bophit“ (สมเด็จพระศากยมุณีศรีสุเมธบพิตร) genannt.
Im Inneren sind etliche religiöse Darstellungen zu finden. Bemerkenswert ist die Stelle, an der man Buddhas Herz sieht, das von den Gläubigen mit Blattgold verziert wird.